# Giuseppe Baini

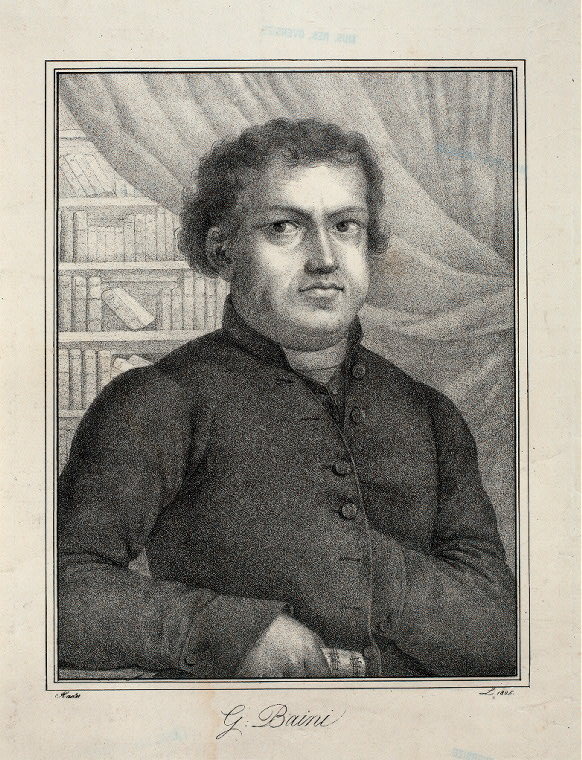
Giuseppe Baini

Giuseppe Baini, född 21 oktober 1775 i Rom, död där 21 maj 1844, var en italiensk präst, musikkritiker och tonsättare.
Baini fick sin första undervisning i komposition av sin farbror, Lorenzo Baini och senare av Giuseppe Jannaconi. 1814 blev han dirigent för kören i det påvliga kapellet som han redan 1802 hade börjat sjunga i på grund av sin vackra basstämma. Hans kompositioner, av vilka inte många finns utgivna, visar prov på en allvarlig kyrklig stil. En av dessa, ett tiostämmigt Miserere, komponerat för Stilla veckan 1821, på uppdrag av påven Pius VII, har ännu en återkommande plats i programmet under Stilla veckan i Sixtinska kapellet.
Baini var emellertid mer musikkritiker och musikhistoriker än tonsättare och hans verk om Palestrinas liv och musik från 1828 (Memorie storico-critiche della vita e delle opere di Giovanni Pierluigi da Palestrina), ansågs av Encyclopedia Britannica 1911 vara ”ett av de bästa verken av sitt slag”. Palestrinas epitet ”Il Principe della Musica” härrör från Bainis biografi.
Bainis bok om Palestrina grundlade 1800-talets hjältedyrkan av renässansens mästare i kontrapunkt och kallade också Palestrina för kyrkomusikens försvarare mot det påstådda förbudet mot kontrapunkt som skulle ha utfärdats av Tridentinska kyrkomötet. Nutida forskare menar inte att detta påstående var falskt – men ändå mycket överdrivet. Palestrina var en av många skickliga tonsättare vid den här tiden och det Tridentinska kyrkomötets inflytande över tonsättare var mer begränsat än man först föreställt sig. Venedigskolan till exempel ignorerade förbudet helt och andra tonsättare i Palestrinas genre, som Orlando di Lasso, som verkade i München, var helt fria att skriva som de ville. Trots sina brister var Bainis bok viktig och betydelsefull då det gällde att göra 1800-talets musiker och allmänhet medvetna om renässansens musik.
Baini invaldes den 12 maj 1827 som utländsk ledamot nr. 57 av Kungliga Musikaliska Akademien.